# 同形拟猛水蚤
同形拟猛水蚤（学名：Harpacticella paradoxa）为猛水蚤科拟猛水蚤属的动物，是中国的特有物种。分布于云南等地，一般栖息于泉水、水池及稻田中。